# The Happy Thieves
The Happy Thieves (bra: O Sétimo Mandamento) é um filme estadunidense de 1961 dos gêneros romance e suspense, dirigido por George Marshall, com roteiro de John Gay baseado no romance The Oldest Confession, de Richard Condon

## Sinopse
Em Madri, o sofisticado ladrão Jimmy rouba uma tela de Velásquez de uma família rica. Mas ao tentar tirá-la da cidade com a ajuda de sua namorada Eve, ele percebe que foi enganado e a pintura sumiu. Forçado a voltar para descobrir quem o roubou, Jimmy acaba chantageado por esse novo personagem e terá que levar uma grande tela de Goya do Museu do Prado, se quiser o Velásquez de volta. Jimmy não tem alternativas, senão concordar com esse novo roubo. Ainda mais quando o chantagista se mostra um frio assassino.

## Elenco principal
- Rita Hayworth como Eve Lewis
- Rex Harrison como Jimmy Bourne
- Joseph Wiseman como Jean-Marie Calbert
- Alida Valli como a duquesa Blanca
- Grégoire Aslan como dr. Victor Muñoz
- Virgilio Teixeira como Cayetano, o toureiro
- Peter Illing como senhor Pickett
- Britta Ekman como senhora Pickett
- George Rigaud como o inspetor policial espanhol
- Gérard Tichy como o guarda do museu do Prado